# タカトリ
株式会社タカトリ（英: Takatori Corporation）は、半導体及び液晶関連機器、ワイヤーソーの製造販売、繊維機械などの開発、製造、販売を行っている会社である。社是は『創造と開拓』。

## 8つのコア技術
- 真空 -  真空内で多彩なメカニズムを融合させて、気泡を除去。
- 切断 -  ワイヤーソーや、繊維素材の自動裁断、新素材のカットなど、多様な素材の切断技術。
- 搬送 - 非接触での搬送により、精密部品にも負担をかけない搬送を実現。さらに、高精度な張力制御によって直径100μmの金属ワイヤーの高速走行を可能に。
- 貼付 -  有機ELディスプレイパネルにシートを短時間かつ気泡レスに高精度で貼付け。さらに多様な貼付け工程やテープに対応。
- 剥離 -  独自技術で、フィルムやテープなどの確実な剥離を実現。さらに、加熱と紫外線照射技術を融合させて、ストレスをかけずに剥離を実行。
- 制御 - ワイヤー高速走行時の送り出し/巻き取り時のテンション制御技術をはじめとする多様な制御技術で最先端の加工性や機能性を実現。
- 研磨 - 半導体電子材料や磁性体をサブミクロンの厚み、サブナノの表面粗さで磨く研磨技術など多彩なを研磨技術を駆使。
- 計測 - 故障を事前に検知する管理システム、リアルタイムでの計測技術、カメラ画像を位置補正する計測技術により、装置の安定稼働をバックアップ。

## 沿革
- 1956年 - 奈良県大和高田市旭南町に資本金80万円をもって髙鳥機械製作所を設立。繊維機械の製造・販売を開始。
- 1964年 - 商号をタカトリ機械製作所に変更、奈良県大和高田市旭南町に新社屋竣工（2006年 売却）。
- 1968年 - 奈良県橿原市新堂町に橿原工場（現・本社工場）を新設。ツマ先自動縫製機トウクローザーを開発。
- 1972年 - 股上自動縫製機ラインクローザーを開発。大阪市東区に大阪支店を開設（1991年 廃止）。海外代理店と契約を行い、本格的輸出を開始。
- 1973年 - 東京都中央区に東京営業所を開設（1975年 廃止）。関連会社広栄商事を設立（後にタカトリ機工に商号変更）。
- 1978年 - 関連会社タカトリサービスセンターを設立。東京重機工業（現・JUKI）と「ポケット口自動縫製機」の製造販売で技術提携を行ない、アパレル機器分野に進出（2006年 技術提携解消）。
- 1983年 - 半導体機器分野に進出。
- 1985年 - 関連会社タカトリハイテック、子会社タカトリセイコーを設立。東京都調布市に東京営業所を開設。
- 1986年 - 全自動ウエハー表面保護テープ貼り機・剥し機であるATM・ATRMを開発。商号をタカトリに変更。米国デラウェア州に子会社タカトリインテックコーポレーションを設立（1991年 解散）。
- 1987年 奈良県ハイテク工場団地協同組合（現代表理事・北村吉郎）を設立。
- 1988年 東京営業所を埼玉県大宮市に移転。橿原新工場竣工（現・本社工場）。
- 1989年 - アパレル自動裁断システムTACを開発。液晶機器であるTAB圧着機を開発。
- 1990年 - MWS（マルチワイヤーソー）を開発。橿原事業所新社屋竣工（現・本社）。
- 1991年 - 液晶モジュールの組立開始（1990年 液晶モジュール組立事業廃止）。
- 1992年 - タカトリハイテック、タカトリセイコーを吸収合併。
- 1993年 - タカトリ機工、タカトリサービスセンターを吸収合併。第三者割当増資を実施、資本金6億6300万円となる。
- 1994年 - 本社を奈良県橿原市新堂町に移転。
- 1996年 - 熊本県菊池郡に九州営業所を開設（2007年 熊本県合志市に移転）。
- 1998年 - 本社工場増築竣工。
- 1999年 - 液晶機器事業部門を本社及び本社工場から高田工場に移転（2002年4月 本社及び本社工場に移転）。
- 2000年 - 大阪証券取引所新市場部上場。一般募集による増資により、資本金9億2400万円となる。台湾に子会社台湾髙鳥股分有限公司を設立（2003年 解散）。東京営業所を東京支店に昇格。
- 2001年 - 東京支店を東京都中央区に移転（2002年 廃止）。上海駐在員事務所を開設（2002年 閉鎖）。大阪証券取引所市場第二部に指定。
- 2004年 - 中国・上海市に上海高鳥機電科技有限公司を設立（2007年7月より子会社から関連会社となる）。
- 2005年 - 設立50周年を期に企業理念改訂。
- 2006年 - 戦略的コア技術として「7つのコア技術」を明確化、技術開発スローガンの設定。
- 2008年3月 - ウインテストと資本業務提携（4月 関連会社化）。
- 2013年7月16日 - 大阪証券取引所と東京証券取引所の現物株市場統合に伴い、東京証券取引所第二部に上場。
- 2021年3月1日 - 徳島営業所開設。
- 2022年4月4日 - 東京証券取引所の市場区分再編に伴い、東京証券取引所スタンダード市場に指定。